# Cabinet Erhard II
Pour les articles homonymes, voir Cabinet Erhard.
 (janvier 2023).
Si vous disposez d'ouvrages ou d'articles de référence ou si vous connaissez des sites web de qualité traitant du thème abordé ici, merci de compléter l'article en donnant les références utiles à sa vérifiabilité et en les liant à la section « Notes et références ».
RFA
Erhard I Kiesinger
Le cabinet Erhard II (en allemand : Kabinett Erhard II) est le gouvernement fédéral de la République fédérale d'Allemagne entre le 26 octobre 1965 et le 30 novembre 1966, durant la cinquième législature du Bundestag.

## Historique du mandat
Dirigé par le chancelier fédéral chrétien-démocrate sortant Ludwig Erhard, ce gouvernement est constitué et soutenu par une « coalition noire-jaune » entre l'Union chrétienne-démocrate d'Allemagne (CDU), le Parti libéral-démocrate (FDP) et l'Union chrétienne-sociale en Bavière (CSU). Ensemble, ils disposent de 294 députés sur 496, soit 59,2 % des sièges du Bundestag.
Il est formé à la suite des élections législatives fédérales du 19 septembre 1965.
Il succède donc au cabinet Erhard I, constitué et soutenu par une coalition identique.

### Formation
Au cours du scrutin, la CDU/CSU accroit sa représentation parlementaire et rate de seulement quatre sièges la majorité absolue. Erhard reconduit alors son alliance avec les libéraux, qui ont perdu un quart de leurs députés.
Le 20 octobre, Ludwig Erhard se soumet au vote d'investiture devant le Bundestag. Il l'emporte par 272 voix pour, soit 23 de plus que la majorité constitutionnelle, et deux cents contre. Il présente son cabinet six jours plus tard. Avec vingt et un ministres fédéraux, il s'agit du gouvernement le plus important d'Allemagne depuis 1949. Il compte cinq nouveaux membres dont le benjamin Gerhard Stoltenberg et un libéral-démocrate.
Ce second mandat d'Erhard est marqué par des difficultés politiques et économiques. Ainsi le 10 juillet 1966, la CDU est devancée par le SPD au cours des élections dans le Land de Rhénanie-du-Nord-Westphalie pour la première fois depuis 1947. L'économie allemande entre en récession, pour la première fois depuis près de vingt ans, ce qui conduit à une forte hausse du chômage.

### Succession
Le 28 octobre suivant, marquant leurs désaccords avec le projet de budget fédéral qui envisage une hausse modérée de la fiscalité, les quatre ministres du FDP remettent leur démission. Les chrétiens-démocrates décident à cette occasion de remplacer leur chancelier et le groupe CDU/CSU au Bundestag choisit pour remplacer Ludwig Erhard le ministre-président de Bade-Wurtemberg Kurt Georg Kiesinger le 10 novembre 1966 au détriment du ministre fédéral Gerhard Schröder et de son propre président Rainer Barzel.
Les discussions avec le FDP échouent le 25 novembre mais le lendemain Kiesinger et le président du SPD Willy Brandt annoncent avoir conclu un accord de coalition. Erhard remet officiellement sa démission le 30 novembre. Son gouvernement, dont le mandat n'a duré qu'un an et un mois, est le plus bref de l'histoire fédérale. Le lendemain, le cabinet Kiesinger prend sa suite.

## Composition

### Initiale (26 octobre 1965)
- Les nouveaux ministres sont indiqués en gras, ceux ayant changé d'attribution en italique.

| Fonction                                                                           | Nom | Nom                    | Parti |
| ---------------------------------------------------------------------------------- | --- | ---------------------- | ----- |
| Chancelier fédéral                                                                 |     | Ludwig Erhard          | CDU   |
| Vice-chancelier Ministre fédéral des Questions pan-allemandes                      |     | Erich Mende            | FDP   |
| Ministre fédéral des Affaires étrangères                                           |     | Gerhard Schröder       | CDU   |
| Ministre fédéral de l'Intérieur                                                    |     | Paul Lücke             | CDU   |
| Ministre fédéral de la Justice                                                     |     | Richard Jaeger         | CSU   |
| Ministre fédéral des Finances                                                      |     | Rolf Dahlgrün          | FDP   |
| Ministre fédéral de l'Économie                                                     |     | Kurt Schmücker         | CDU   |
| Ministre fédéral de l'Alimentation, de l'Agriculture et des Forêts                 |     | Hermann Höcherl        | CSU   |
| Ministre fédéral du Travail et de l'Ordre social                                   |     | Hans Katzer            | CDU   |
| Ministre fédéral de la Défense                                                     |     | Kai-Uwe von Hassel     | CDU   |
| Ministre fédéral des Transports                                                    |     | Hans-Christoph Seebohm | CDU   |
| Ministre fédéral des Postes et des Télécommunications                              |     | Richard Stücklen       | CSU   |
| Ministre fédéral du Logement et de l'Urbanisme                                     |     | Ewald Bucher           | FDP   |
| Ministre fédéral des Expulsés, des Réfugiés et des Blessés de guerre               |     | Johann Baptist Gradl   | CDU   |
| Ministre fédéral des Affaires du Conseil fédéral et des Länder                     |     | Alois Niederalt        | CSU   |
| Ministre fédéral de la Recherche scientifique                                      |     | Gerhard Stoltenberg    | CDU   |
| Ministre fédéral de la Famille et de la Jeunesse                                   |     | Bruno Heck             | CDU   |
| Ministre fédéral de la Coopération économique                                      |     | Walter Scheel          | FDP   |
| Ministre fédéral du Trésor                                                         |     | Werner Dollinger       | CSU   |
| Ministre fédéral des Affaires sanitaires                                           |     | Elisabeth Schwarzhaupt | CDU   |
| Ministre fédéral des Affaires du Conseil fédéral de défense                        |     | Heinrich Krone         | CDU   |
| Ministre fédéral avec attributions spéciales Directeur de la chancellerie fédérale |     | Ludger Westrick        | CDU   |

### Remaniement du28 octobre 1966
- Les nouveaux ministres sont indiqués en gras, ceux ayant changé d'attribution en italique.

| Fonction | Nom | Nom                    | Parti |
| --- | --- | ---------------------- | ----- |
| Chancelier fédéral |     | Ludwig Erhard          | CDU   |
| Vice-chancelier Ministre fédéral des Transports                                                                              |     | Hans-Christoph Seebohm | CDU   |
| Ministre fédéral des Affaires étrangères                                                                                     |     | Gerhard Schröder       | CDU   |
| Ministre fédéral de l'Intérieur                                                                                              |     | Paul Lücke             | CDU   |
| Ministre fédéral de la Justice                                                                                               |     | Richard Jaeger         | CSU   |
| Ministre fédéral de l'Économie Ministre fédéral des Finances (intérim)                                                       |     | Kurt Schmücker         | CDU   |
| Ministre fédéral de l'Alimentation, de l'Agriculture et des Forêts                                                           |     | Hermann Höcherl        | CSU   |
| Ministre fédéral du Travail et de l'Ordre social                                                                             |     | Hans Katzer            | CDU   |
| Ministre fédéral de la Défense                                                                                               |     | Kai-Uwe von Hassel     | CDU   |
| Ministre fédéral des Postes et des Télécommunications                                                                        |     | Richard Stücklen       | CSU   |
| Ministre fédéral des Expulsés, des Réfugiés et des Blessés de guerre Ministre fédéral des Questions pan-allemandes (intérim) |     | Johann Baptist Gradl   | CDU   |
| Ministre fédéral des Affaires du Conseil fédéral et des Länder                                                               |     | Alois Niederalt        | CSU   |
| Ministre fédéral de la Recherche scientifique                                                                                |     | Gerhard Stoltenberg    | CDU   |
| Ministre fédéral de la Famille et de la Jeunesse Ministre fédéral du Logement et de l'Urbanisme (intérim)                    |     | Bruno Heck             | CDU   |
| Ministre fédéral du Trésor Ministre fédéral de la Coopération économique (intérim)                                           |     | Werner Dollinger       | CSU   |
| Ministre fédéral des Affaires sanitaires                                                                                     |     | Elisabeth Schwarzhaupt | CDU   |
| Ministre fédéral des Affaires du Conseil fédéral de défense                                                                  |     | Heinrich Krone         | CDU   |
| Ministre fédéral avec attributions spéciales Directeur de la Chancellerie fédérale                                           |     | Ludger Westrick        | CDU   |